# Gérard Grisey

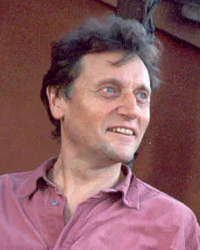

Gérard Grisey (* 17. Juni 1946 in Belfort; † 11. November 1998 in Paris) war ein französischer Komponist und Mitglied der Gruppe l’Itinéraire (die Route).

## Leben
Gérard Grisey wurde am 17. Juni 1946 im französischen Belfort geboren. Aus der musikalischen Beschäftigung entstanden im Alter von neun Jahren erste kompositorische Versuche. 1963 studierte er Akkordeon am Hochschulinstitut für Musik Trossingen, bevor er 1965 an das Pariser Konservatorium wechselte. Dort erhielt er eine klassische Ausbildung in Harmonielehre und Kontrapunkt sowie in Musikwissenschaft und Klavier. Dabei besuchte er von 1968 bis 1972 die Kompositionsklasse von Olivier Messiaen, nahm im Jahre 1968 Unterricht bei Henri Dutilleux an der École Normale de Musique de Paris und beschäftigte sich mit elektro-akustischen Techniken bei Jean-Étienne Marie.
Während seines Aufenthalts in der Villa Medici von 1972 bis 1974 lernte er den Dichter Christian Guez Ricord kennen und entdeckte für sich die Musik Giacinto Scelsis. 1972 nahm er an den Seminaren von György Ligeti, Karlheinz Stockhausen und Iannis Xenakis während der Darmstädter Ferienkurse teil. Später sagte er aber, dass deren Einfluss nicht von Dauer war. Im Jahr 1973 war Grisey nicht nur einer der führenden Köpfe bei der Gründung der Gruppe l’Itinéraire, sondern auch bei deren Ensemble l’Itinéraire, dessen Aufgabe es sein sollte, Interpretationen der eigenen Werke auf hohem Niveau zu gewährleisten.
Im Anschluss an seinen Aufenthalt in der Villa Medici besuchte er bis 1975 Kurse über Akustik bei Émile Leipp an der Université de Jussieu, die zur Grundlage seiner späteren Untersuchungen klanglicher Phänomene werden sollten. Ab 1982 lehrte er in Berkeley an der University of California. 1986 erhielt er den Ruf an das Pariser Konservatorium als Professor für Instrumentation und Komposition. Er starb unerwartet an einer Aneurysma-Ruptur am 11. November 1998 in Paris.
Neben Tristan Murail ist Grisey einer der Hauptvertreter der Spektralmusik in der Neuen Musik.

## Schüler
Arnulf Herrmann, Fabien Lévy, Magnus Lindberg, Mark Andre, Fausto Romitelli, Jörn Arnecke, Régis Campo, Brice Pauset, Lucia Ronchetti, Eckart Beinke, Éric Tanguy, Jean Luc Hervé, Xu Yi, Masakazu Natsuda, Petar Klanac, Franck Bedrossian, Ramon Lazkano.

## Auszeichnungen
- 1971 Kompositionspreis der Biennale Internationale de Paris
- 1999 Music Award der Royal Philharmonic Society[1]

## Werke (Auswahl)
- Passacaille für Akkordeon (1966)
- Charme für Klarinette in A oder B-Dur (1969)
- Espaces Acoustiques, Zyklus von 6 Stücken für verschiedene Besetzungen (1974/85)
  - Prologue für Viola (1976)
  - Périodes für sieben Musiker (1974)
  - Partiels für sechzehn oder achtzehn Musiker (1975)
  - Modulations für 33 Musiker (1976/77)
  - Transitoires für großes Orchester (1980/81)
  - Épilogue für vier Solohörner und großes Orchester (1985)
- Talea (1986)
- Le Temps et l’Écume (1988–1989)
- L’Icône paradoxale (1994)
- Vortex Temporum (1994–96) für Klavier und 5 Instrumentalisten: Piccolo / Flöte / Altflöte / Bassflöte, Klarinette / Bassklarinette, Violine, Viola und Violoncello. 
1. Zeit der Menschen („Zeit der Sprache und der Atmung“, Gérard Zinsstag gewidmet) – 2. Zeit der Walfische („die spektrale Zeit, die Rhythmen des Schlafes“, Salvatore Sciarrino gewidmet) – 3. Zeit der Vögel („extrem zusammengezogene Zeit, wo die Gestalten sich verwischen“, Helmut Lachenmann gewidmet)
- Quatre Chants pour franchir le Seuil (1998), sein letztes Werk

## Schriften (Auswahl)
- Zur Entstehung des Klangs... In: Ferienkurse ’78 (= Darmstädter Beiträge zur neuen Musik, 1978), S. 16–23.
- La musique, le devenir des sons. In: Darmstädter Beiträge zur Neuen Musik. Bd. 21, 1982, S. 16–23.
- Tempus ex Machina. Reflexionen über die musikalische Zeit. In: Neuland. Band 3, 1982–83, S. 190–202.